# Le Canon de Kra
Le Canon de Kra est la vingtième histoire de la série Yoko Tsuno de Roger Leloup. Elle est publiée pour la première fois du no 2452 au no 2455 du journal Spirou, puis en album en 1985.

## Univers

### Synopsis
Peter Hertzel et le Colonel Tagashi ont une mission à confier à Yoko, Pol et Vic : dans le petit État du Kampong, en bordure de l'isthme de Kra, le trafiquant d'armes japonais Sakamoto s'est fait livrer des obus de 50 centimètres de diamètre, taille correspondant à un canon installé par les Japonais en 1943.
Sous le couvert d'un transport de déchets nucléaires, les trois héros sont chargés d'enquêter sur Sakamoto et de localiser le canon dont Sakamoto veut se servir pour s'approprier le Kampong, à l'aide de tirs d'obus nucléaires, fabriqués à partir des déchets radioactifs qu'il récupère en détournant le Kawasaki piloté par Pol et Vic.
Grâce à l'aide du capitaine Onago et de rebelles présents sur place, Yoko déjoue le plan de Sakamoto en détruisant son canon puis ses dépôts d'armes.

### Personnages

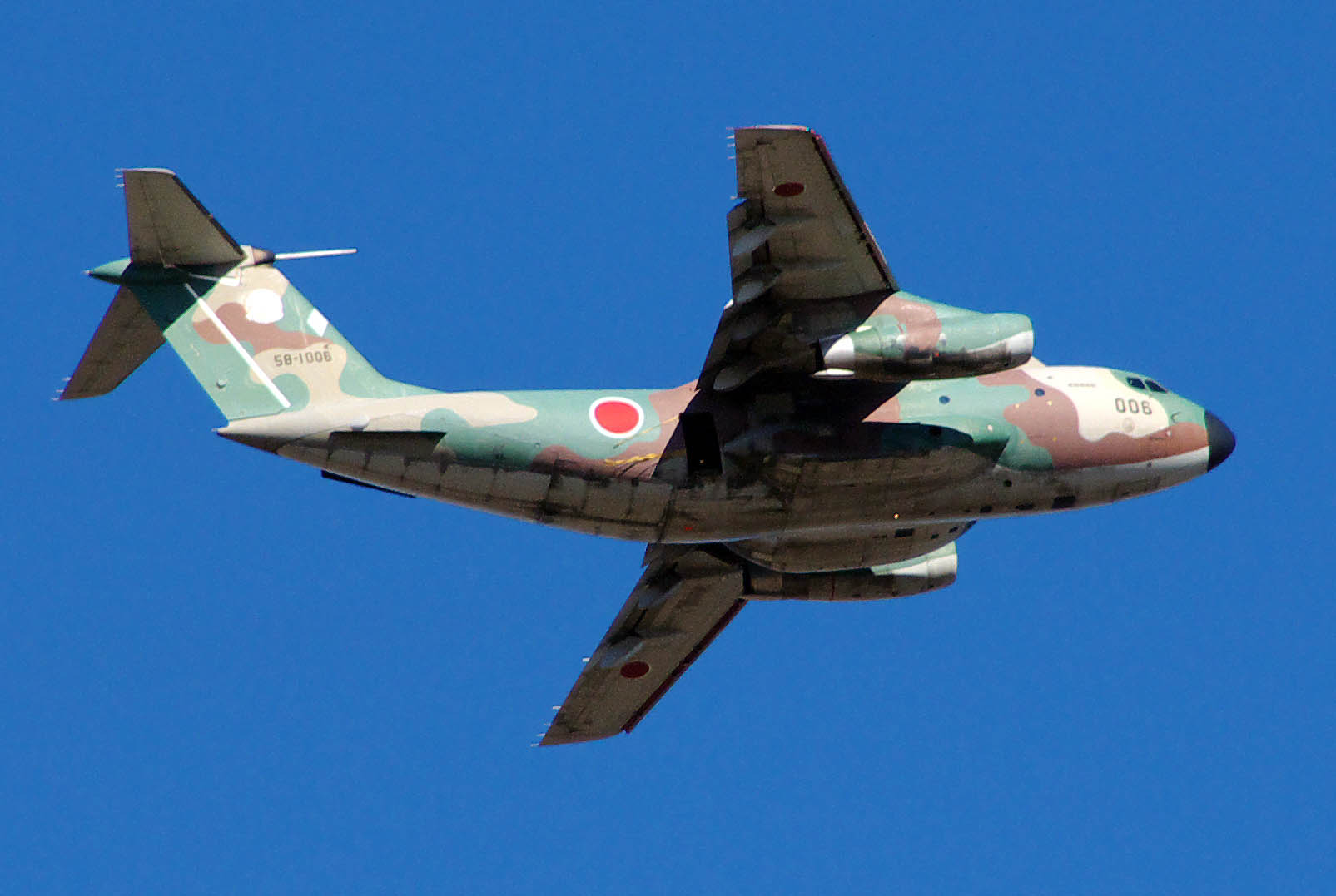
Kawasaki C-1 piloté par Vic.

| Trio                                  | Alliés                                                                                  | Adversaires         |
| ------------------------------------- | --------------------------------------------------------------------------------------- | ------------------- |
| - Yoko Tsuno - Vic Vidéo - Pol Pitron | - Peter Hertzel - Colonel Tagashi - Wilson - Capitaine Onago - Ling - Taroo - Mme Onago | - Sakamoto - Shinji |

### Lieux
- Aérodrome de Sandweil (lieu fictif à proximité de Lucerne)
- Katao, capitale du Kampong (lieux fictifs situés sans doute sur la rive orientale du Golfe de Thaïlande)

## Publication

### Revues
Il a été prépublié dans le journal Spirou numéros 2452 à 2455 du 9 au 30 avril 1984.

### Album
Cet album est re-publié en 2009 dans le huitième volume de l'Intégrale Yoko Tsuno : Menaces pour la Terre.

## Analyse

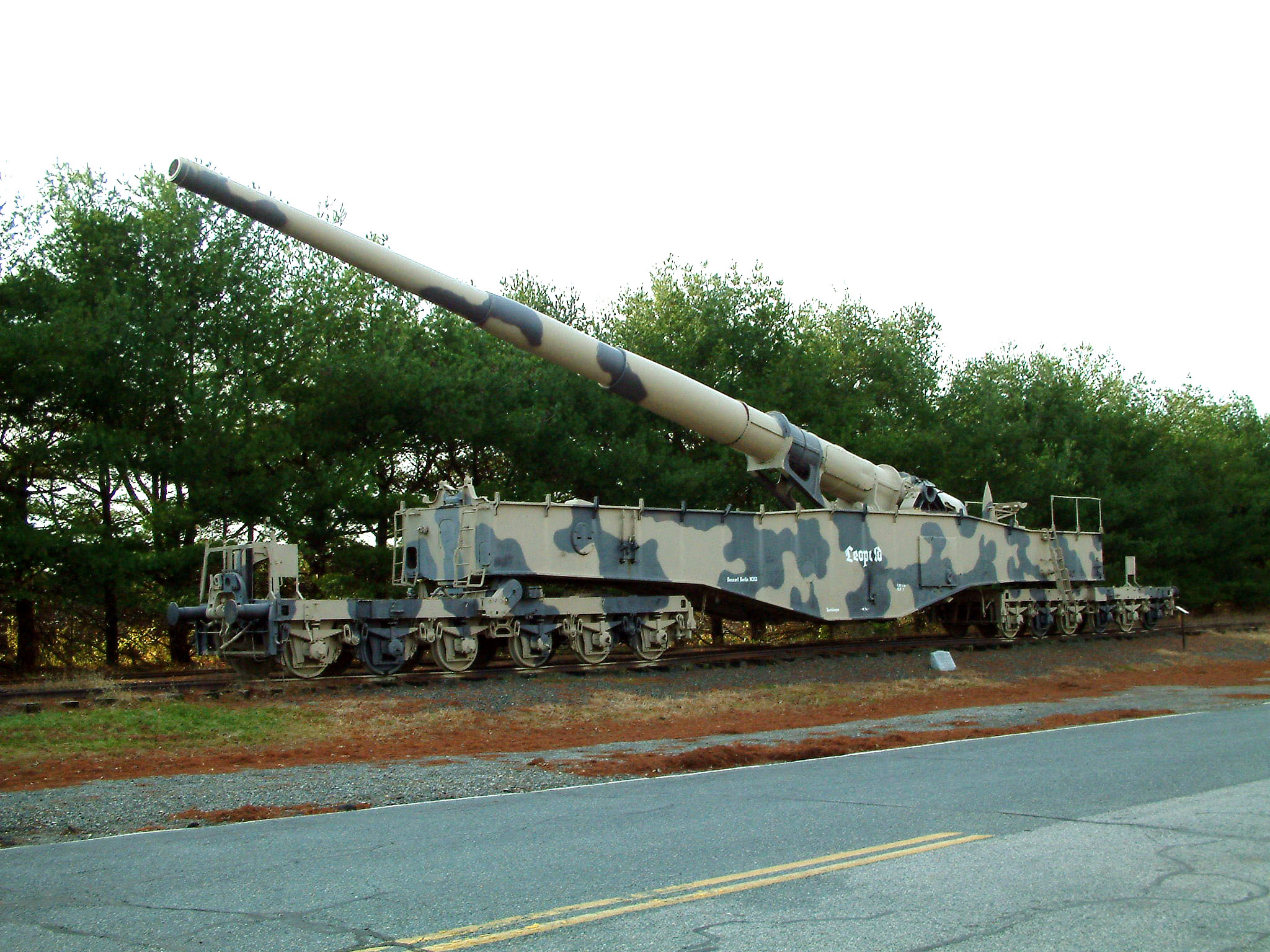
28-cm-Kanone 5 (E), similaire au canon de Kra.

Le canon de Kra est la copie quasi identique mais d'une dimension plus réduite du canon lourd 80 cm Kanone (E) Schwerer Gustav développé par l'armée Allemande au cours de la Deuxième Guerre Mondiale (l'un de ces canons a notamment été employé lors du siège de Sébastopol en 1942). Roger Leloup semble s'en être inspiré pour cet épisode de Yoko Tsuno et il y fait notamment référence dans le récit avec l'origine Allemande du canon et la date de 1943. C'est un nouvel exemple de l'attrait de l'auteur pour les machines extraordinaires et le gigantisme ainsi qu'un nouveau clin d'œil à une technologie qui a réellement existé.
Le Colibri est un petit avion, nommé en référence au colibri qui est un petit oiseau :

« Je voulais donner à Yoko son petit avion indépendant. Elle n'aurait assurément pas pu se le payer seule, constate-t-il. Un tel prototype est unique au monde : c'est un appareil que j'ai complètement inventé ! La cellule du dessus, avec l'équipement électronique miniaturisé, fait seulement trois cent cinquante à quatre cents kilos grâce à une coque en fibre de carbone très légère, la partie du dessous avec ses réacteurs est détachable : l'appareil se transforme ainsi en planeur le cas échéant. On peut changer le mode de propulsion selon les nécessités et j'ai en vue un futur Colibri à décollage vertical pour un projet qui ferait en quelque sorte suite à L'Or du Rhin (...) J'ai mis tout mon amour de l'aviation dans cette histoire. Il y a une image que j'aime beaucoup, lorsque le petit Colibri roule sur le tarmac devant le gigantesque Kawasaki, à la page 26. Un sacré travail pour respecter les proportions ! Cela m'a vraiment passionné de faire ce dessin. J'imagine volontiers le Colibri atterrissant dans mon jardin, il le pourrait... Il fait cinq mètres cinquante de largeur sur huit mètres cinquante de longueur. Yoko vole dans l'appareil que j'aurais aimé piloter si je m'étais dirigé vers une carrière dans l'aéronautique. Elle réalise mes rêves, mais j'ai été déçu par l'accueil fait à l'épisode et j'ai constaté que les récits d'aviation n'avaient plus tellement la cote. »

— Le Canon de Kra sur [www.yokotsuno.com]